# Xiomara Rivero
Xiomara Rivero (Xiomara Rivero Azcuy; * 24. Dezember 1968 in Pinar del Río) ist eine ehemalige kubanische Speerwerferin.
1986 siegte sie bei den Juniorenweltmeisterschaften in Athen.
Bei den Zentralamerika- und Karibikspielen 1993 gewann sie Silber.
1995 siegte sie bei den Panamerikanischen Spielen in Mar del Plata und schied bei den Weltmeisterschaften in Göteborg in der Qualifikation aus.
Bei den Olympischen Spielen 1996 in Atlanta wurde sie Fünfte.
1999 holte sie Silber bei den Panamerikanischen Spielen in Winnipeg und scheiterte bei den Weltmeisterschaften in Sevilla in der Vorrunde.
2000 siegte sie bei den Iberoamerikanischen Meisterschaften und wurde bei den Olympischen Spielen in Sydney Sechste. Einem siebten Platz bei den Weltmeisterschaften 2001 in Edmonton folgte Silber bei den Iberoamerikanischen Meisterschaften 2002.

## Persönliche Bestleistungen
- Speerwurf: 65,29 m, 17. März 2001, Santiago de Cuba
- Speerwurf (altes Modell): 67,06 m, 3. März 1995, Havanna